# Croutoy
Croutoy település Franciaországban, Oise megyében. Lakosainak száma 205 fő (2022. január 1.). Croutoy Chelles, Couloisy, Cuise-la-Motte, Hautefontaine, Jaulzy és Saint-Étienne-Roilaye községekkel határos.

## Népesség
A település népességének változása:
| Lakosok száma | 213  | 212  | 215  | 207  | 207  | 207  | 207  | 205  | 205  |
|               | 2013 | 2015 | 2016 | 2017 | 2018 | 2019 | 2020 | 2021 | 2022 |